# Сосна красная китайская
Сосна красная китайская или сосна масличная (лат. Pinus tabuliformis) — вид хвойных растений рода сосна семейства сосновых.

## Ботаническое описание

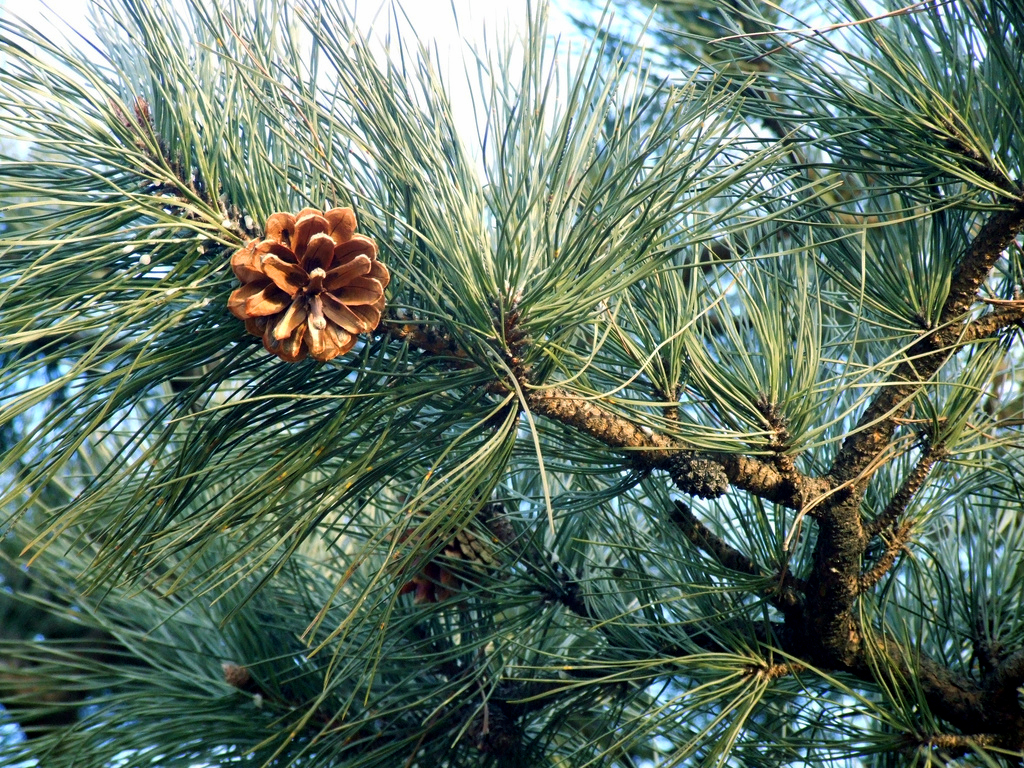
Шишка и иглы

Сосна красная китайская является средним по высоте вечнозелёным деревом 20-30 м высотой, с диаметром ствола 1 м, и с плоской вершиной кроны. Темп роста молодого растения быстрый, но замедляется с возрастом. Листовые почки имеют удлинённую форму. На тёмно-серой или серо-коричневой коре трещины появляются в раннем возрасте, по сравнению с другими видами, крона очень широкая, в частности, в связи с длинной горизонтальной разветвлённостью.
Игольчатые листья блестящего серо-зелёного оттенка, 10-17 см длиной и 1,5 мм шириной, как правило, собраны парами (по 2), но иногда по три на концах побегов на молодых деревьях. Шишки зелёные, коричневые, созревают около 20 месяцев после опыления, широкой яйцевидной формы, 4-6 см длиной. Семена 6-7 мм длиной с крыльями 15-20 мм (опыляются ветром).
Количество хромосом составляет 2n = 24.
Существуют три разновидности:
- Pinus tabuliformis ssp. tabuliformis. Китай, за исключением провинции Ляонин. Широкая чешуя шишки до 15 мм шириной.
- Pinus tabuliformis ssp. mukdensis. Ляонин, Северная Корея. Широкая чешуя шишки более 15 мм шириной.
- Pinus tabuliformis ssp. umbraculifera[4]

## Распространение
Страны и регионы произрастания вида: Китай и Корейский полуостров (Silba 1986). Вид распространён в следующих провинциях Китая: Ганьсу, Хэбэй, Ляонин, Нинся-Хуэйский автономный район, Шаньси, Шэньси, Хунань, Хубэй и Сычуань, при первичном распределении в горном хребте Дабашань провинции Сычуань (Li, 1997.).

## Вредители
Различные грибки и насекомые поражают красную китайскую сосну. Грибки рода Cytospora и Valsa повреждают кору. Гриб Lophodermium pinastri вызывает заболевание шютте — сбрасывание хвои.

## Хозяйственное значение и применение
Древесина используется для несущих конструкций. Балансировка древесины создаёт определённые смолы, которые используются как искусственные вкусовые добавки к ванили (ванилин). Смола также используется для изготовления скипидара и сопутствующих ему товаров, и используется в медицине для лечения различных дыхательных и заболеваний внутренних органов, таких как болезни почек и расстройства мочевого пузыря, ран и язв. Кора является источником дубильных веществ. Лекарственные использования хвои также имеют место, так как она содержит натуральный инсектицид, а также её используют как источник для краски.
За пределами Китая это редкий вид, растущий только в ботанических садах.
Не менее двух экземпляров этого вида растёт в Англии в ботаническом саду.